# 兄长，我是鹅不是天鹅
《兄长，我是鹅不是天鹅》（羅馬化：Khun Phi Jao Kha... Dichan Pen Han Mi Chai Hong）是改编自同名泰语小说，由纳瓦希·普潘塔奇斯（Pon）及梅拉达·苏斯丽（Bow）主演的泰国时空穿越爱情剧。2025年1月22日起，每週三至週四晚間8時30分在泰国第3电视台播出。

## 剧情简介
现代女明星Nithra穿越到拉玛三世统治期间Mae Fang顶级名妓Boonta的身体里。在这里，她不得不被卖给一个好色的男人。她必须适应这个不熟悉的时代，还要避免被迫从事性工作。与此同时，她不知何故卷入了一起谋杀案，并与在警察局工作的Luang Thukkharat（或Chai）相识。

## 演员阵容

### 主要演员
- 纳瓦希·普潘塔奇斯（Pon）饰演 Luang Thukkharat（Chai）
- 梅拉达·苏斯丽（Bow）饰演 Nithra
- 梅拉达·苏斯丽（Bow）饰演 Boonta，名妓

### 其他演员
- 塔查通·萨巴南（Pop）
- 苏利永·阿伦瓦塔那坤（Deaw）
- Passakorn Kruasopon（Pom）
- 塔拉·提帕（英语：Tara Tipa）（Boat）
- 苏霖通·卡拉武特（Woot）
- 琳拉妮·斯莉彭（Joy）
- 莎兰娅·君帕缇（Nink）
- 娜塔莎·朱拉暖（Natty）
- 楠萌·苏提达查奈（Namnung）
- 帕丽莎雅·佳蓉缇萨（Reindeer）
- 查塔瑞卡·西缇普容（Care）[2]
- 苏帕帕特·彭查珑拉（Candy）
- 缓乐莉·格隆格侬（Khwan）

## 制作
剧组于2023年7月7日为演员进行试装。同年8月14日剧组正式开机。